# Hjorttunga
Hjorttunga (Asplenium scolopendrium) är en växtart i gruppen ormbunksväxter. 
Hjorttungans blad är hela och lansettformade (liknar tungor), 3-6 cm breda och 15-50 cm långa, och sträcker sig ganska rakt uppåt, arrangerade i en bladrosett. Bladskaftet är kort och har körtelhår och mörkt bruna fjäll. Bladskivan är blankt klargrön, gulgrön eller mellangrön. Basen är hjärtformad och omsluter skaftet. Den helbräddade bladkanten är lätt vågig och kan ha några få insjunkna hack med ojämna mellanrum.
Sporgömmesamlingarna (sori) är ganska raka linjer och sitter med mellanrum på undersidan av det stora bladet. Samlingarna har indusium. Sporgömmesamlingarna är raka och framstår som mörkbruna eller svart-bruna med vit kant. Kromosomtalet (n) är 36. 
Arten växer i skuggiga bergssprickor eller skuggade kustskogar. Den föredrar basisk mark, gärna kalksten. Den kan också växa i brunnar och grottor. 
Hjorttungan förekommer i Europa, västra Asien och i Japan, men har använts som läkeväxt, och har därför spridits i förvildade bestånd. Ett bestånd av Hjorttunga observerades på Lilla Karlsö redan 1818. Senare har ett bestånd upptäckts inte långt från Halland.
I Norge växer den vid kusten i Vestlandet, utspridd från Kristiansand och Mandal via Egersund till Rennesöy, Bømlo, Kvinnherad och Florø. I övrigt växer den i Dannark.

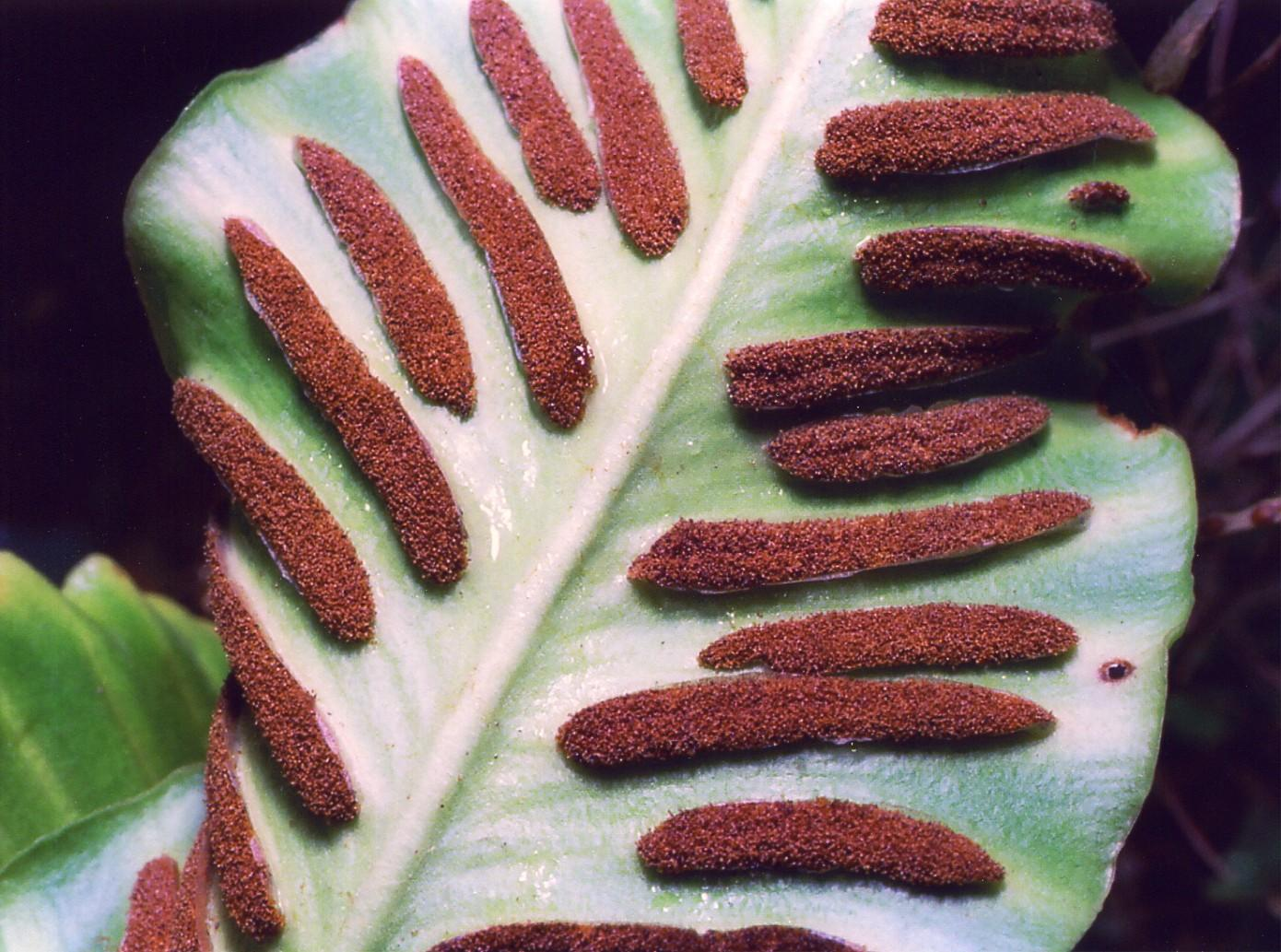
Baksidan av blad med raka sporgömmesamlingar.

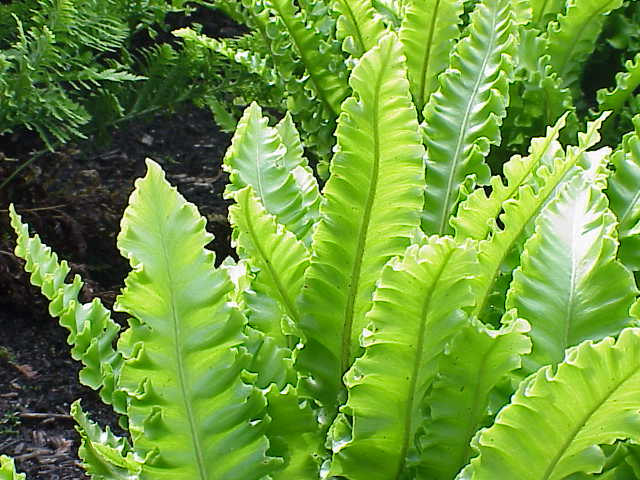
Bladen är helbräddade, men kan vara ganska vågiga i kanten.